# Chamsulvara Chamsulvaraev
Chamsulvara Chamsulvarayev (Majachkalá, República de Daguestán 6 de septiembre de 1984-Mosul, Irak 28 de septiembre de 2016) fue un luchador azerí campeón del mundo de lucha libre y deportista olímpico.

## Biografía
Empezó su carrera profesionalmente como luchador en 2007 tras participar en el Campeonato Mundial de Lucha de 2007 y en el Campeonato Europeo de Lucha de 2007, consiguiendo una medalla de bronce en cada uno. Su primera y única medalla de oro la consiguió en el Campeonato Europeo de Lucha de 2009 tras ganar en la final al turco Fırat Binici. Además llegó a participar en los Juegos Olímpicos de Pekín 2008, donde fue eliminado en los octavos de final tras perder contra el bielorruso Murad Gaidarov.

## Muerte
Murió durante un ataque aéreo el 28 de septiembre de 2016 en Mosul tras unirse al Estado Islámico.

## Palmarés internacional
| Campeonato Mundial | Campeonato Mundial   | Campeonato Mundial | Campeonato Mundial |
| Año                | Lugar                | Medalla            | Categoría          |
| ------------------ | -------------------- | ------------------ | ------------------ |
| 2009               | Herning ( Dinamarca) | Medalla de plata   | 74 kg              |
| 2007               | Bakú ( Azerbaiyán)   | Medalla de bronce  | 74 kg              |
| Campeonato Europeo |                      |                    |                    |
| Año                | Lugar                | Medalla            | Categoría          |
| 2009               | Vilna ( Lituania)    | Medalla de oro     | 74 kg              |
| 2007               | Sofía ( Bulgaria)    | Medalla de bronce  | 74 kg              |
| 2008               | Tampere ( Finlandia) | Medalla de bronce  | 74 kg              |
| 2010               | Bakú ( Azerbaiyán)   | Medalla de bronce  | 74 kg              |